# Gisslandramat i AIA Building 1975
Gisslandramat i AIA Building skedde i försäkringsbolaget AIA:s kontorsbyggnad (American Insurance Associates) i Jalan Ampang i Kuala Lumpur, Malaysia den 4-7 augusti 1975. Japanska röda armén tog ett femtiotal personer gisslan i AIA building, där flera ambassader var inrymda. Gisslan omfattade bland andra den amerikanske konsuln och Sveriges chargé d'affaires. Gisslandramat pågick i drygt 80 timmar och slutade med att terroristerna i omgångar släppte hela gisslan oskadd i utbyte mot att fem fångatagna kamrater frisläpptes av Japanska regeringen. De fem flögs till Kuala Lumpur varifrån de tillsammans med terroristerna flög till Libyen.

## Bakgrund
Japanska röda armén var en militant organisation som agerade för att störta den japanska regeringen och monarkin, och initiera en global revolution. De genomförde en rad attacker runt om i världen under 1970- och 1980-talen. Där de blodigaste skedde på Lod-flygplatsen utanför Tel Aviv i maj 1972 då tre terrorister dödade och skadade ett stort antal människor. Organisationen använde sig vid flera tillfällen av flygplanskapningar och gisslantaganden för att uppnå sina syften.

## Attacken
Attacken skedde i försäkringsbolaget American Insurance Associates kontorsbyggnad i Jalan Ampang. I byggnaden låg, förutom försäkringsbolaget kontor även den svenska ambassaden, det amerikanska konsulatet och USA:s ambassad. På förmiddagen måndagen den 4 augusti 1975 trängde sig fem maskerade och beväpnade män in i byggnaden och tog ett femtiotal personer som gisslan. Gisslan omfattade från början bland andra den amerikanske konsuln Robert Stebbin, Sveriges chargé d'affaires Fredrik Bergenstråhle och ambassadkontoristen Ulla Odqvist. Övriga bestod av personal och besökare på amerikanska konsulatet och AIA:s kontor, främst amerikaner och malaysier. Genom telefonkontakt med den mobiliserade malaysiska förhandlingscentralen, och hot om att döda gisslan, i första hand den amerikanske konsuln, lyckades terroristerna genomdriva sin huvudkrav som omfattade fem frigivna kamrater i Japan vilka skulle flygas till Kuala Lumpur och att de därifrån skulle få fri lejd ut ur Malaysia. På tisdageftermiddagen den 5 augusti flögs de frigivna kamraterna till Kuala Lumpur. På onsdagen valdes femton personer ut ur gisslan att följa med till flygplatsen Subang 35 kilometer utanför Kuala Lumpur. Bland annat ingick Stebbin och Bergenstråhle i denna grupp medan övriga gisslantagna frisläpptes. Gisslan togs ombord på ett flygplan som tillhörde Japan Air Lines. På torsdag eftermiddag släpptes de sista i gisslan, däribland Bergenstråhle, i utbyte mot de fem frigivna kamraterna tillsammans med fyra höga myndighetspersoner från Japan och Malaysia, däribland Malaysias transportminister Dato 'Ramli Omar och Malaysiska ministeriets generalsekreterare Tan Sri Samsuddin Osman Kassim. Därefter lyfte flygplanet och flögs till Libyen.
Gisslandramat genomfördes helt utan blodspillan och i Bergenstråhles rapport om händelsen säger han att det berodde på de skickliga förhandlarna, och han nämner speciellt den dåvarande malaysiska inrikesministern Tan Sri Ghazali Shafie.

## Eftermäle
För händelsen tilldelade kung Carl XVI Gustaf Nordstjärneorden till Tan Sri Samsudin Osman Kassim den 16 september 2009